# 杜林 (喬治亞州)
杜林（英語：Dooling）是一個位於美國喬治亞州杜利縣的城鎮。

## 地理
杜林的座標為32°13′48″N 83°55′42″W / 32.23000°N 83.92833°W，而該地的平均海拔高度為117米（即384英尺）。

## 人口
根據2010年美國人口普查的數據，杜林的面積為1.20平方千米，當中陸地面積為1.20平方千米，而水域面積為0.00平方千米。當地共有人口154人，而人口密度為每平方千米128人。